# نبرد سم (فیلم)
نبرد سم (انگلیسی: The Battle of the Somme) فیلمی در ژانر مستند است که در سال ۱۹۱۶ منتشر شد.